# Llanfihangel Rhydithon
Pour les articles homonymes, voir Llanfihangel.
Llanfihangel Rhydithon (en anglais) ou Llanfihangel Rhydieithon (en gallois) est un village et une communauté du Powys, au pays de Galles.

## Géographie
Llanfihangel Rhydithon est situé dans l'est du Powys, dans le comté historique du Radnorshire, à une quinzaine de kilomètres au nord-est de la ville de Llandrindod Wells.
La communauté de Llanfihangel Rhydithon comprend aussi le village de Dolau (en). La gare de Dolau (en) est desservie par les trains de la Heart of Wales line (en).

## Démographie
Au recensement de 2011, la communauté de Llanfihangel Rhydithon comptait 228 habitants.